# Magasins réunis Étoile
Les Magasins réunis Étoile est un ancien grand magasin situé au no 30, à l’angle de l'avenue des Ternes et de l’avenue Niel, dans le 17e arrondissement de Paris.

## Histoire
Après l’ouverture du premier grand commerce Magasins réunis à Nancy en 1890, Antoine Corbin (1835-1901), constatant un succès considérable, développe son commerce en s’installant en province et à Paris, où il crée les Magasins réunis - République en 1894. En 1899, l’affaire est partagée entre ses deux fils, Louis (1863-1936) et Eugène J.B. Corbin. Ce dernier crée dans la capitale les Magasins réunis Étoile en 1914 et les Magasins réunis -Montparnasse dans les années 1920.
En 1912, Marcel Oudin, architecte, et Émile Robert, ferronnier d'art, ayant tout juste terminé l'aménagement des Magasins réunis- République à Paris, se voient confier le projet par M. Boisselat de construire un grand bâtiment commercial, abritant l'enseigne L'Économie Ménagère. En 1914, le magasin l'Économie Ménagère est racheté par Eugène Corbin. Le magasin prend alors le nom de Magasins réunis Étoile.
Pendant la Première Guerre mondiale, Félix Amiot y installe la société d'emboutissage et de constructions mécaniques. Dans les années 1980, le magasin est affilié au Printemps. L'enseigne des Magasins réunis disparaît en 1983. Depuis 1991, ce magasin est occupé par la Fnac Paris Ternes.

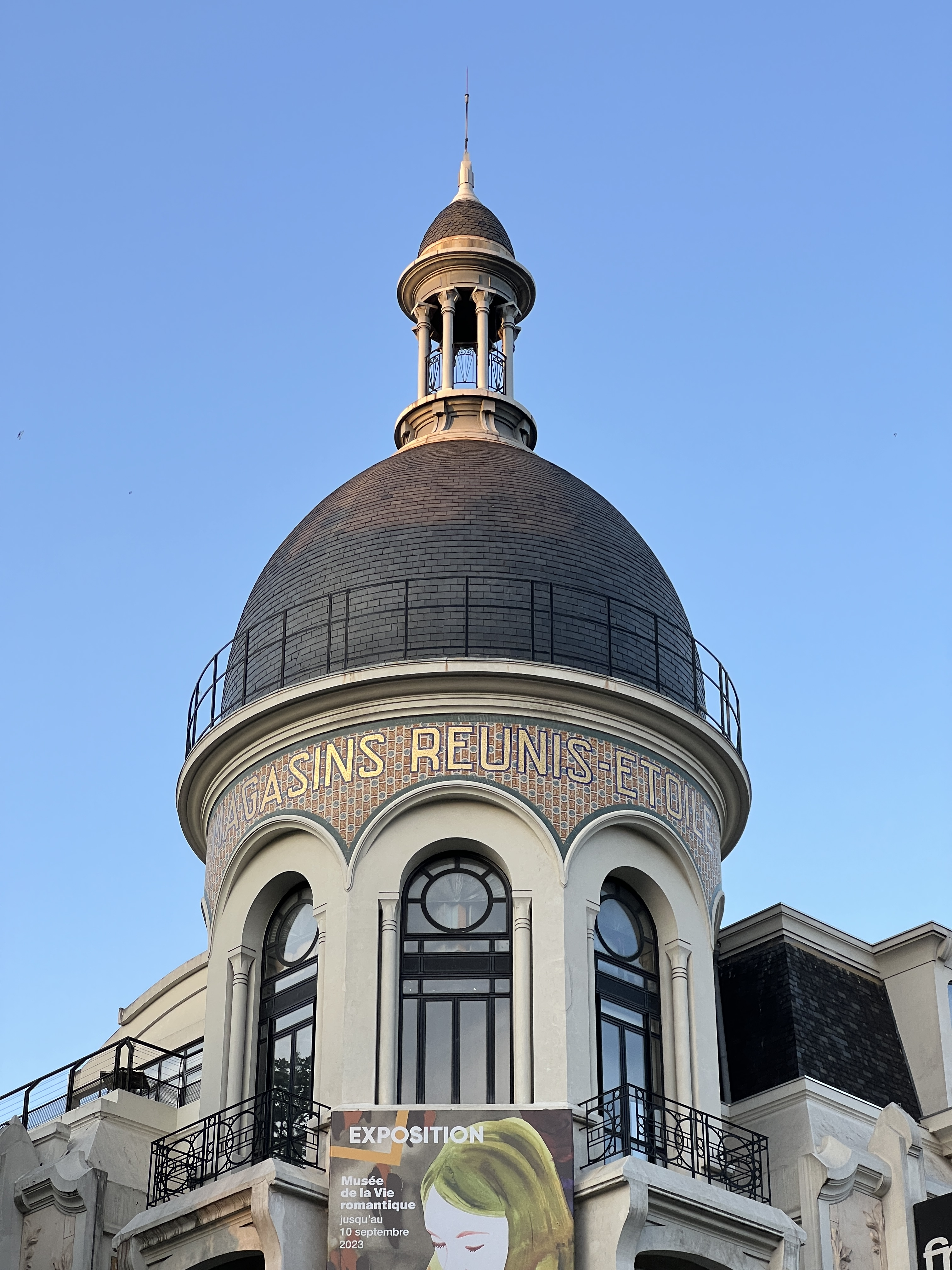
Détail de la coupole des Magasins réunis Étoile, comportant le nom de l'enseigne.

### Description
Le bâtiment des Magasins réunis Étoile a été construit dans un style art nouveau.
Considéré par les architectes comme symbole de l'architecture moderne et certainement pour faire écho au nom de l’enseigne l'Économie Ménagère,  le béton armé est employé par Marcel Oudin pour la construction de l’édifice. Les façades sont recouvertes de grès qui sert autant pour sa fonction décorative que pour son action de protection du béton et de l’armature contre la corrosion. En utilisant ce revêtement, Oudin veille à ne pas masquer la structure du bâtiment ; il utilise le grès habilement de manière à souligner les lignes de force de la façade et ainsi mettre en valeur l’architecture de l’édifice.
Les standards architecturaux des grands magasins sont tout de même repris. On retrouve alors une marquise, de larges baies vitrées, des vitraux art nouveau signés Jacques Grüber datant de 1924 ainsi qu'un grand hall. La façade de grès a aujourd'hui disparu, de même que le dôme en ciment en forme d'obus, la construction d'un étage supplémentaire ayant nécessité sa destruction. En remplacement, une coupole d'angle, recouverte d'ardoises et comportant le nom de l'enseigne : Magasins réunis, a été construite.